# اتیل کارفلوزپات
اتیل کارفلوزپات(به انگلیسی: Ethyl carfluzepate) دارویی از مشتقات بنزودیازپین است. از نظر ساختار شیمیایی مشابه اتیل لوفلازپات است، با این تفاوت که در این مولکلول گروه متیل‌کارباموئیل وجود دارد. اثرات دارویی آن عمدتاً آرامبخشی و خواب آوری است.